# Винцингероде (дворянский род)
Дворянская семья Винцигероде (нем. Wintzingerode) названа по имени общины Винцингероде (ныне район в городе Лайнефельде-Ворбис в округе Айхсфельд в Тюрингии).

## История
Род впервые упоминается в двух документах от 21 сентября 1209 года. Речь шла о знатном свидетеле по имени Бертольд де Винцегерот (Bertoldus de Wincigeroth). Он был владельцем поселения Винцингероде около города Ворбис.
В позднем средневековье семья приобрела обширные земли в Айхсфельде, в современной Нижней Саксонии, в Гессене и Тюрингии. С 1337 года род имел долю в замке Боденштайн, а с 1448 года владел им единолично (до 1945 года).
После Реформации и Контрреформации семья утратила значительную часть богатств и влияния. Сохранились только земли вокруг замка Боденштайн.

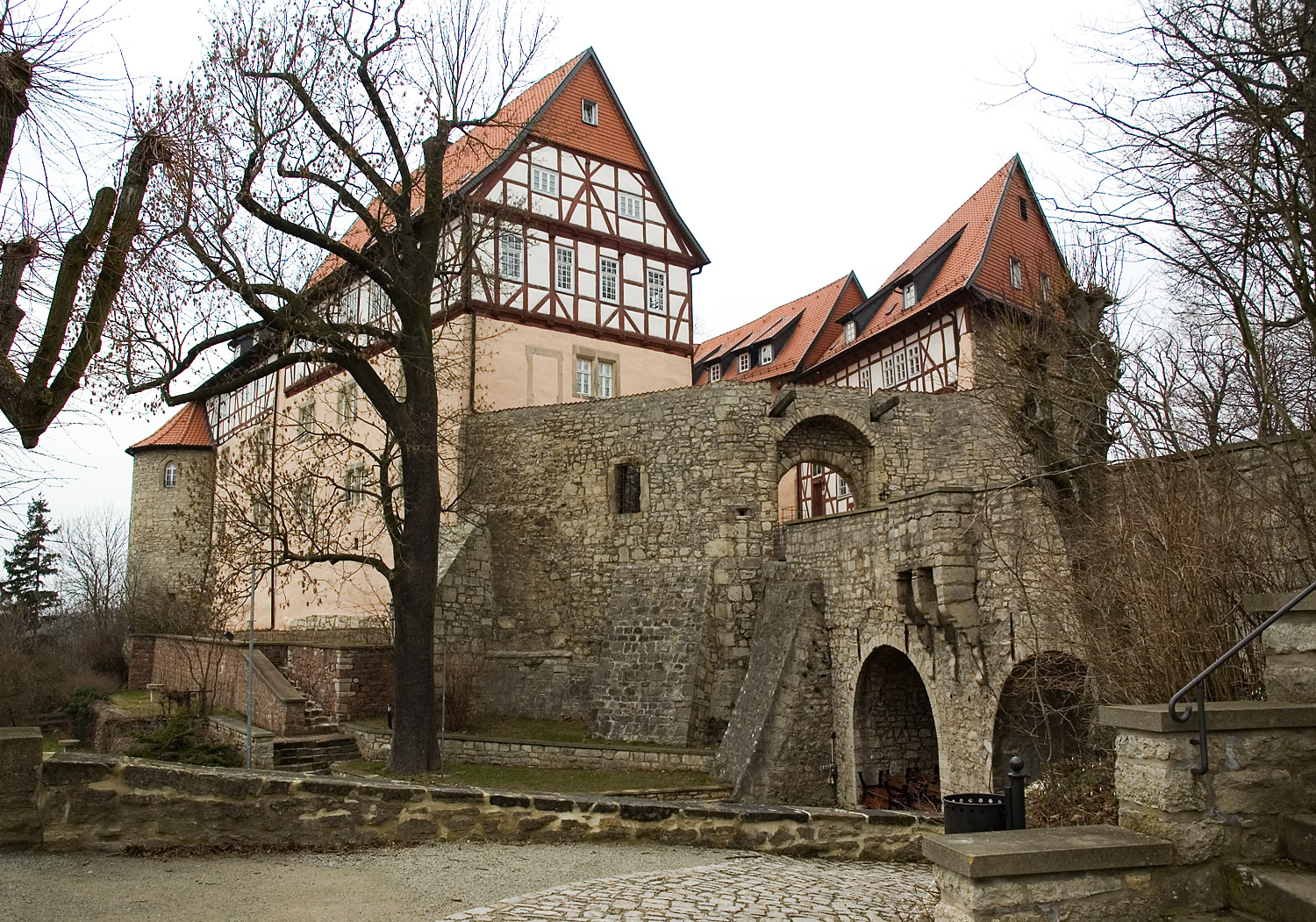
Замок Боденштайн

В течение XV—XVIII веков члены семьи построили в своих владениях замок Адельсборн и усадебные дома в Венде, Тастунгене и Винцингероде. К XXI веку большинство этих сооружений в результате войн и послевоенных реконструкций в ГДР оказались утрачены.
21 августа 1794 года Георг Эрнст Левина фон Винцингероде повелением императора Франца II получил титул ландграфа Гессенского (с правом наследования). Право на титулы баронов были подтверждены для других членов семьи в 1803 году и признаны Пруссией в 1830 году.
В ГДР в соответствии с «Указом о демократической земельной реформе» ветвь семьи Винцингероде-Айхсфельд была выселена из своих усадеб. Их собственность, включая около 2200 га угодий, была конфискована или национализирована.
С 1996 года графы Винцингероде вновь проживают в Айхсфельде и владеют замком Шарфенштайн.
Одна из баронских ветвей семьи с 1918 года владеет замком Поттенштайн во франконской Швейцарии.
В Вене есть улица имени барона Фердинанда фон Винцингероде; также в Лейпциге и в Ганновере есть улицы, названные в память дворянского рода Винцингероде: Wintzingerodeweg и Winzingerodeweg соответственно.

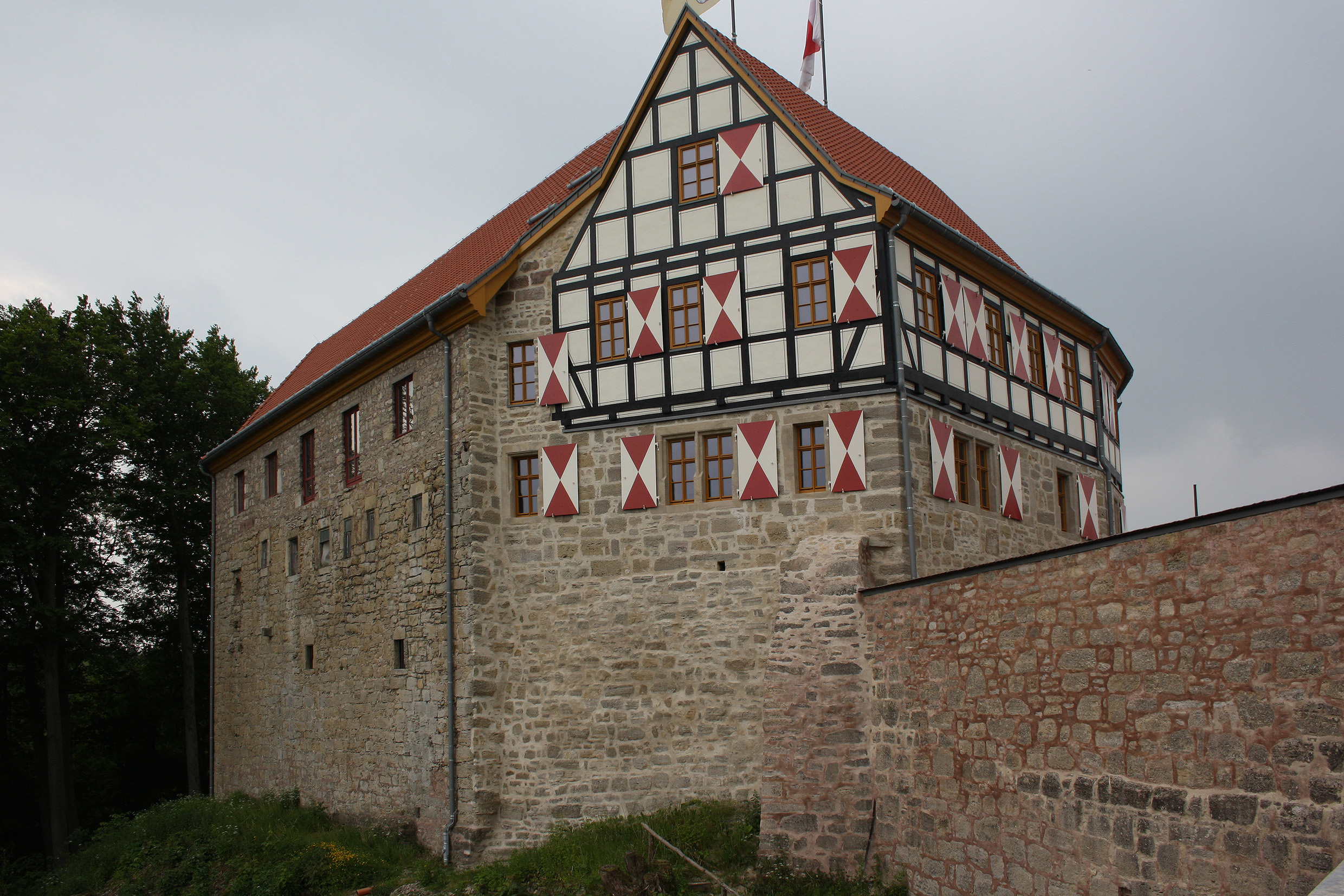
Замок Шарфенштайн

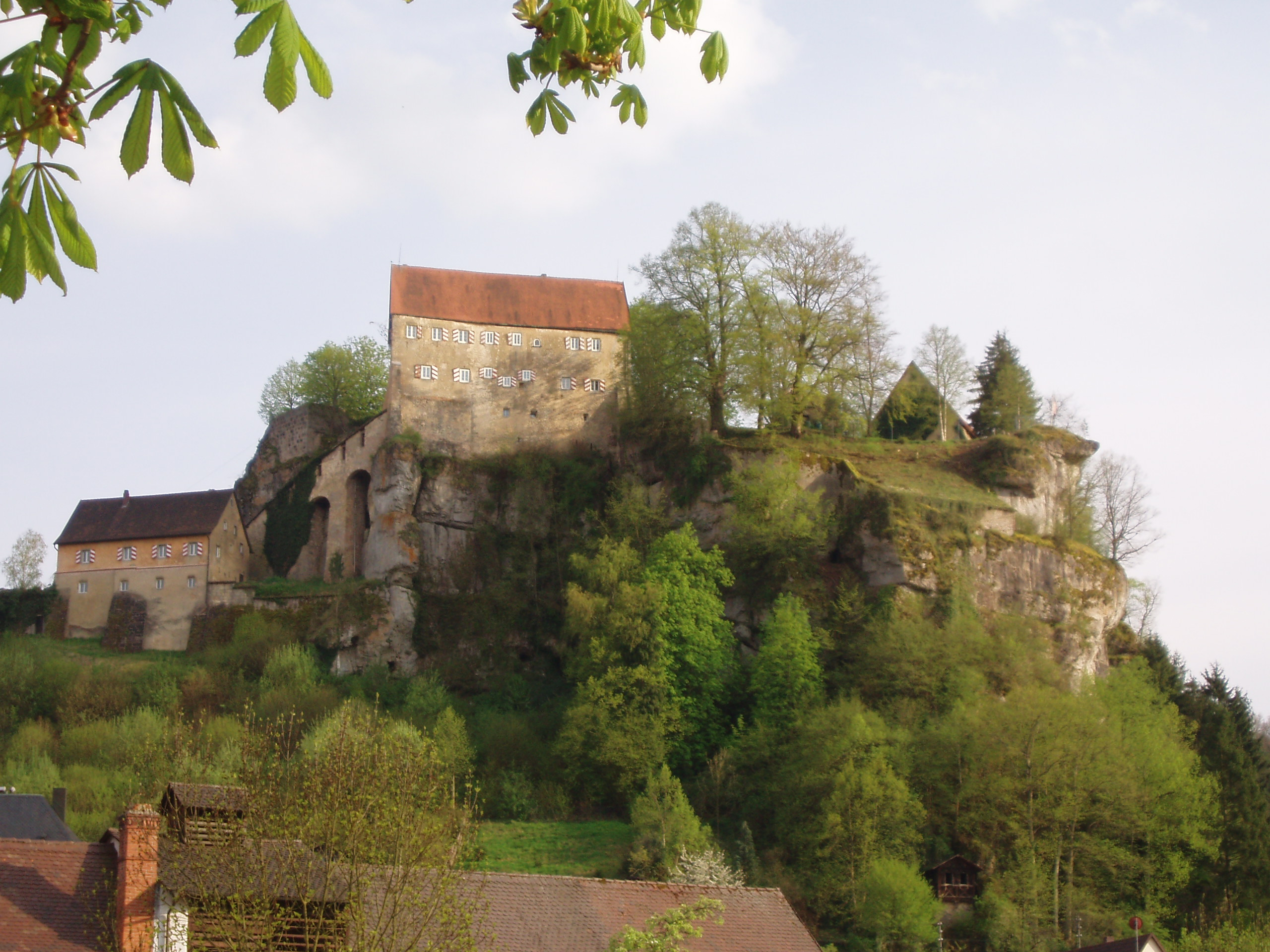
Замок Поттеншайн

## Герб
Основной герб описывается следующим образом: «На серебряном поле щита серебра остриё красной алебарды с косым крюком вниз. На шлеме с красно-серебряными покрывалом также наконечник красной алебарды».
Девиз герба: «Правосудие всегда сохраняет свою цену».

## Известные представители
- Бертольд VI фон Винцингероде (ок. 1260—1326), генеральный викарий архиепископа Майнца, представитель Людвига Баварского при папе Иоанне XXII.
- Бертольд XI фон Винцингероде (1505—1575), владелец замка Боденштейн, обезглавлен во время контрреформации.
- Генрих фон Винцингероде (1372—1429), настоятель монастыря Геродe.
- Людвиг Филипп фон Винцингероде (1665—1720), генерал, полководец.
- Васмут Левин фон Винцингероде (1671—1752), голландский генерал.
- Эрнст Август Фрайхерр фон Винцингероде (1747—1806), прусский генерал-лейтенант, командующий гвардейским корпусом
- Георг Эрнст Левин Граф Винцингероде (1752—1834), глава правительства Вюртемберга и министр иностранных дел в 1801—1807 и 1814—1816 годах.
- Фердинанд фон Винцингероде (1770—1818), русский генерал и адъютант царя Александра I.
- Карл фон Винцингероде (1772—1830), генеральный инспектор лесов и вод Королевства Вестфалия.
- Карл Фридрих Генрих Левин фон Винцингероде (1778—1856), государственный министр Вюртемберга.
- Фридрих фон Винцингероде (1800—1870), премьер-министр Нассау в 1849—1851 годах, с 1866 года представитель правительства Пруссии.
- Адольф фон Винцингероде (1801—1874), прусский генерал-лейтенант.
- Генрих фон Винцингеродe (1806—1864), президент правительства в герцогстве Нассау в 1851—1864 годах.
- Вильгельм фон Винцингероде-Кнорр (1806—1876), прусский окружной администратор в округе Мюльхаузен.
- Фердинанд фон Винцингероде Младший (1809—1886), барон, русский генерал-лейтенант, адъютант царя.Генерал от кавалерии Фердинанд Фёдорович Винцингероде

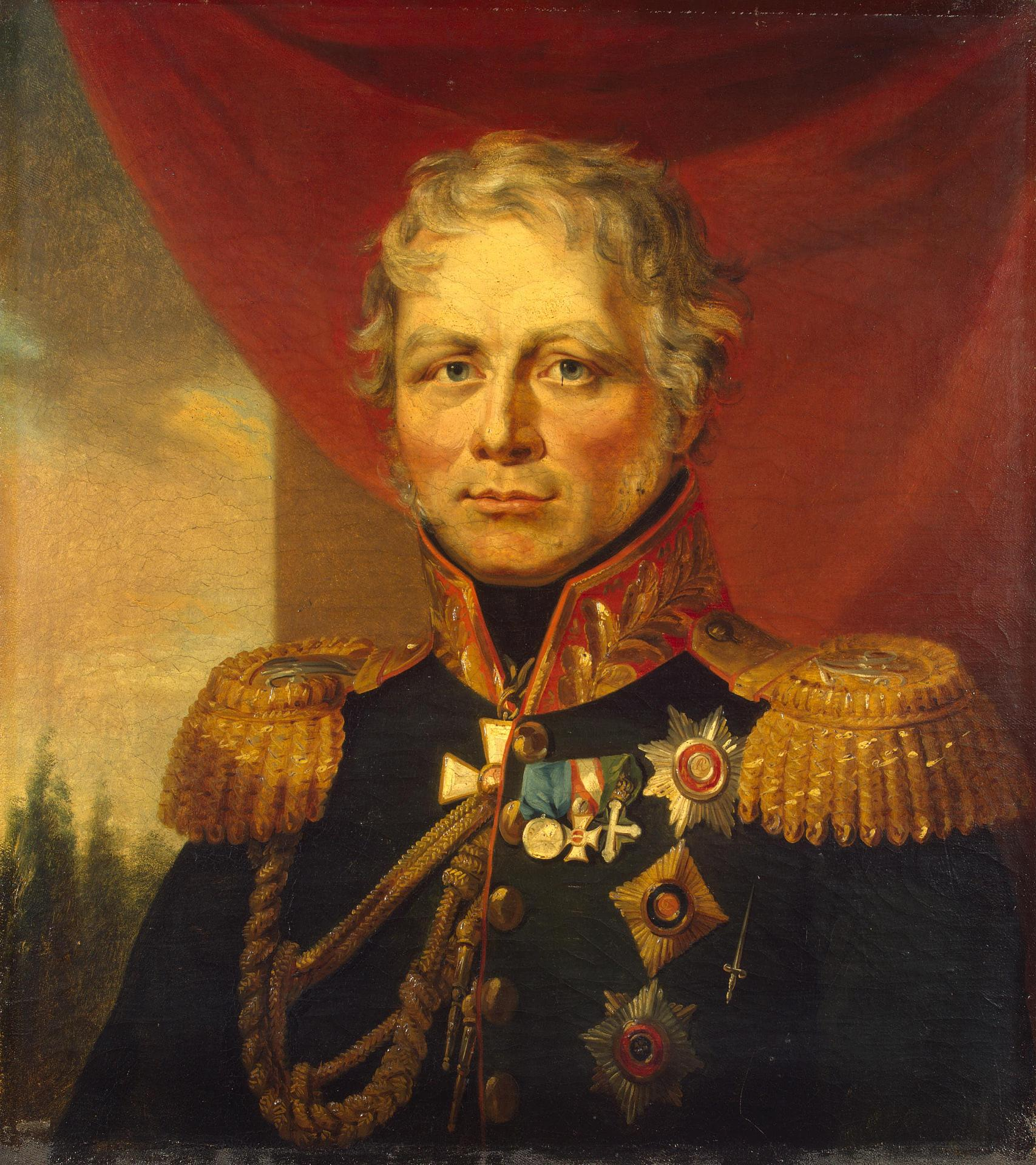
Генерал от кавалерии Фердинанд Фёдорович Винцингероде

- Филипп Вильгельм Фрайхерр фон Винцингероде (1812—1871), государственный министр курфюршества Гессен и Веймара.
- Левин фон Винцингерода-Кнорр (1830—1902), историк, крупный чиновник провинции Саксония.
- Вилко Левин Граф Винцингероде-Боденштайн (1833—1907), губернатор прусской провинции Саксония и лидер евангелистов.
- Вильгельм Хлотар фон Винцингероде (1871—1930), офицер, писатель, владелец замка Поттенштайн.

## В культуре
В 1905 году вышел исторический роман Пола Шрекенбаха «Die von Wintzingerode», посвященный жизни Бертольда XI Винцингероде (1505—1575) и его участию в контрреформации. Книга выдержала несколько переизданий.